# Šaloms Metrikins
Šaloms Metrikins (* 30. Junijul. / 13. Juli 1920greg. in Riga; † 23. Juli 1996) war ein lettischer Fußball- und Basketballspieler.

## Karriere und Leben
Šaloms Metrikins wurde im Jahr 1920 in Riga in die Familie von Jāzeps und Dobe Metrikins geboren.
Metrikins war als Fußballspieler auf der Position des Torhüters für Hakoah Riga in der Virslīga, der höchsten lettischen Spielklasse aktiv. Nach dem Einmarsch der Roten Armee in Lettland spielte Metrikins im Jahr 1941 für Zvaigzne. Als Basketballspieler war er gleichermaßen für Hakoah Riga aktiv.
Als Soldat der Roten Armee kämpfte Metrikins im Zweiten Weltkrieg. Als Späher in der lettischen Division nahm an den Schlachten um Moskau, Stalingrad und Königsberg teil. Als Kriegsversehrter lebte und arbeitete Metrikins nach dem Krieg in Riga. Im Jahr 1973 wanderte Metrikins nach Israel aus.

## Weblink
- Lebenslauf bei kazhe.lv (lettisch)

| Personendaten    | Personendaten                             |
| ---------------- | ----------------------------------------- |
| NAME             | Metrikins, Šaloms                         |
| ALTERNATIVNAMEN  | Metrikins, Saloms                         |
| KURZBESCHREIBUNG | lettischer Fußball- und Basketballspieler |
| GEBURTSDATUM     | 13. Juli 1920                             |
| GEBURTSORT       | Riga, Lettland                            |
| STERBEDATUM      | 23. Juli 1996                             |
| STERBEORT        | Israel                                    |